# Mie Moltke
Mie Martha Moltke (født 24. juli 1981) er en dansk danser og tv-personlighed, hovedsagligt kendt fra sin medvirken som professionel danser i TV 2's underholdningsprogram Vild med dans.

## Vild med dans
I 2020 deltog Mie i sæson 17 af Vild med dans. Hun dansede med Wafande, og parret endte på en 7.-plads.
I 2023 deltog Moltke i sæson 20 af Vild med dans.
Hun dansede med modedesigner Soeren Le Schmidt.
Moltke deltager i sæson 21 af Vild med dans, hvor hun danser med radiovært Kamal Hassan.